# Emily Willis
Emily Willis (Argentina, 29 de diciembre de 1998) es una actriz pornográfica y modelo erótica retirada estadounidense de origen argentino.

## Biografía

### Primeros años y carrera
Nacida en Argentina, vivió allí hasta los 7 años cuando su madre al casarse por segunda vez con un estadounidense, se trasladó a vivir a St. George (Utah). El nuevo matrimonio educó a Emily, por vía paternal, bajo la doctrina del Movimiento de los Santos de los Últimos Días, creencia con la que se crio hasta cumplir la mayoría de edad.
Tras un período en San Diego, donde trabajó como repartidora y otros trabajos temporales, conoció a un hombre por Tinder con el que comenzó una relación sentimental y, luego de conocer al dueño del portal web GirlsDoPorn, comenzó a interesarse en el cine para adultos. En octubre de 2017, debutó a los 18 años como actriz pornográfica.
Como actriz ha trabajado para estudios como Pure Taboo, MetArt, Lethal Hardcore, Hard X, Hustler, Nubiles, Twistys, Evil Angel, Digital Sin, New Sensations, Girlfriends Films, Deeper, Tushy, Blacked, Vixen, Lesbian X o Porn Pros, entre otros.
En 2019 recibió varias nominaciones en los Premios AVN y en los XBIZ como Mejor actriz revelación. En mayo de ese mismo año fue elegida Penthouse Pets de la revista Penthouse.
En enero de 2021 se alzó con los premios XBIZ y AVN a la Artista femenina del año.
Se retiró en un momento indeterminado entre finales de 2022 y comienzos de 2023, habiendo aparecido en algo más de 750 películas.
Algunas películas suyas son Absolutely Fuckable 2, Anal Beauties, Bratty Step Sisters, Hookup Hotshot Sex Tapes 5, Lesbian Ghost Stories 4, Lesbian Legal 13, Mother-Daughter Exchange Club 52 o Sex With My Younger Sister 3.

### Síndrome de enclaustramiento
A comienzos de febrero de 2024, diversos medios estadounidenses avanzaron que la actriz había sufrido una sobredosis, pese a estar ingresada, según indicaban las mismas fuentes, en una clínica de rehabilitación en Malibú (California), siendo trasladada a Thousand Oaks para su observación. Su familia abrió una campaña de donativos a través de GoFundMe para recaudar el dinero necesario para su recuperación. Un mes después de la hospitalización el padre de Willis informó que la actriz se encontraba en coma y que su análisis toxicológico dio negativo, lo que puso en duda la supuesta sobredosis.
A finales de marzo, fuentes de la familia informaron que había despertado del coma, pero continuaba en un estado de salud crítico tras sufrir un paro cardíaco. En febrero de 2025, la familia de Willis informó que la actriz fue diagnosticada de un síndrome de enclaustramiento que la dejó paralizada y sin habla, solo con la capacidad de mover sus ojos. Sus allegados presentaron una demanda contra la clínica de rehabilitación en la que fue encontrada, debido a una eventual falta de atención proporcionada a la actriz, que habría sufrido el daño cerebral como consecuencia de falta de oxígeno en su cerebro al momento de su descompensación.
Ya retirada del cine para adultos, Emily Willis recibe atenciones y cuidados médicos en su casa familiar en Utah.

## Polémica
El martes 12 de octubre de 2021, la actriz presentó una demanda por difamación contra las también actrices pornográficas Gianna Dior y Adria Rae, a las que acusó por publicar en sus perfiles de Twitter información contra Willis y "publicar mentiras de manera imprudente y maliciosa" hacia su persona. La demanda, presentada en la Corte Superior de Los Ángeles, alega que los tuits en cuestión "tenían la intención de dañar directamente la reputación profesional, el carácter, el comercio y los negocios de [Willis]" y que Dior y Rae, junto con otros 10 acusados también nombrados en la demanda, actuaron de manera "deliberada, maliciosa, opresiva y despreciable con el pleno conocimiento del efecto adverso de sus acciones" para atacar a Willis.
El origen de la cuestión se remonta al 27 de agosto de ese año, cuando Dior comenzó a atacar a Willis en Twitter insinuando que la artista había participado en un supuesto vídeo en el que mantenía relaciones sexuales con un can, en un supuesto caso de zoofilia. Posteriormente, en septiembre Willis afirmó que Rae se unió a la supuesta difamación tras salir al paso de Dior y acusarla en un tuit el 22 de septiembre. Willis pidió a la fiscalía una multa de cinco millones de dólares por daños profesionales y personales, así como daño a su reputación.

## Premios y nominaciones
| Año  | Ceremonia    | Resultado | Premio                                               | Trabajo                                 |
| ---- | ------------ | --------- | ---------------------------------------------------- | --------------------------------------- |
| 2019 | Premios AVN  | Nominada  | Mejor actriz revelación                              | —                                       |
| 2019 | Premios AVN  | Nominada  | Mejor escena de sexo oral                            | My Wife's First Blowbang 2              |
| 2019 | Premios AVN  | Nominada  | Premio fan: Debutante más caliente                   | —                                       |
| 2019 | Premios XBIZ | Nominada  | Mejor actriz revelación                              | —                                       |
| 2019 | Premios XRCO | Nominada  | Nueva estrella del año                               | —                                       |
| 2020 | Premios AVN  | Nominada  | Artista femenina del año                             | —                                       |
| 2020 | Premios AVN  | Ganadora  | Mejor escena de sexo anal                            | Emily Willis: The Anal Awakening        |
| 2020 | Premios AVN  | Nominada  | Mejor escena de sexo en grupo                        | Fuck Club 2                             |
| 2020 | Premios AVN  | Nominada  | Mejor escena de sexo lésbico                         | Lesbian Revenge                         |
| 2020 | Premios AVN  | Nominada  | Mejor escena de sexo en producción extranjera        | A Much Needed Break                     |
| 2020 | Premios AVN  | Nominada  | Mejor escena de trío H-M-H                           | Female Submission                       |
| 2020 | Premios XBIZ | Nominada  | Artista femenina del año                             | —                                       |
| 2020 | Premios XBIZ | Nominada  | Mejor escena de sexo en película lésbica             | Girlcore: Private School                |
| 2020 | Premios XBIZ | Nominada  | Mejor escena de sexo en película tabú                | I'm My Stepdad's Favorite 2             |
| 2020 | Premios XBIZ | Nominada  | Mejor escena de sexo en película de temática erótica | Holding Out & Giving In                 |
| 2020 | Premios XBIZ | Nominada  | Mejor escena de sexo en película de todo sexo        | Axel Braun's Dirty Blondes 3            |
| 2020 | Premios XBIZ | Ganadora  | Mejor escena de sexo en película vignette            | Disciples of Desire: Bad Cop - Bad City |
| 2021 | Premios AVN  | Ganadora  | Aparición mainstream del año                         | —                                       |
| 2021 | Premios AVN  | Ganadora  | Artista femenina del año                             | —                                       |
| 2021 | Premios AVN  | Nominada  | Mejor actriz en mediometraje                         | Nymphomania: An Emily Willis Story      |
| 2021 | Premios AVN  | Nominada  | Mejor actuación solo / tease                         | Color Me Horny                          |
| 2021 | Premios AVN  | Ganadora  | Mejor escena de blowbang                             | Emily Willis 10 Man Blowbang            |
| 2021 | Premios AVN  | Ganadora  | Mejor escena de doble penetración                    | The Insatiable Emilly Willis            |
| 2021 | Premios AVN  | Nominada  | Mejor escena de sexo anal                            | The Insatiable Emilly Willis            |
| 2021 | Premios AVN  | Ganadora  | Mejor escena de sexo lésbico                         | Influence: Elsa Jean                    |
| 2021 | Premios AVN  | Nominada  | Mejor escena de sexo lésbico en grupo                | Color Me Horny                          |
| 2021 | Premios AVN  | Ganadora  | Mejor escena de sexo lésbico en grupo                | Paranormal                              |
| 2021 | Premios AVN  | Ganadora  | Mejor escena POV de sexo                             | Emily Willis: Car BJ & POV Fucking      |
| 2021 | Premios AVN  | Nominada  | Mejor escena de sexo en producción extranjera        | Join Us                                 |
| 2021 | Premios AVN  | Ganadora  | Mejor escena de trío H-M-H                           | The Insatiable Emilly Willis            |
| 2021 | Premios AVN  | Nominada  | Mejor escena de trío M-H-M                           | Threesome Fantasies 7                   |
| 2021 | Premios XBIZ | Ganadora  | Artista femenina del año                             | —                                       |
| 2021 | Premios XBIZ | Nominada  | Mejor escena de sexo en película gonzo               | The Insatiable Emilly Willis            |
| 2021 | Premios XBIZ | Nominada  | Mejor escena de sexo en película lésbica             | The Oral Experiment                     |
| 2021 | Premios XBIZ | Nominada  | Mejor escena de sexo en película vignette            | Holding Out and Giving in 2             |
| 2021 | Premios XBIZ | Nominada  | Mejor escena de sexo en película vignette            | Under the Bed                           |
| 2022 | Premios AVN  | Nominada  | Artista femenina del año                             | —                                       |
| 2022 | Premios AVN  | Nominada  | Mejor actriz                                         | Influence: Emily Willis                 |
| 2022 | Premios AVN  | Ganadora  | Mejor escena de gangbang                             | Influence: Emily Willis                 |
| 2022 | Premios AVN  | Nominada  | Mejor escena de doble penetración                    | Anal Icons                              |
| 2022 | Premios AVN  | Nominada  | Mejor escena de sexo anal                            | Axel Braun's Down2 Fuck                 |
| 2022 | Premios AVN  | Nominada  | Mejor escena de sexo chico/chica                     | Influence: Emily Willis                 |
| 2022 | Premios AVN  | Ganadora  | Mejor escena de sexo lésbico                         | Light Me Up                             |
| 2022 | Premios AVN  | Nominada  | Mejor escena de sexo lésbico en grupo                | Breaking Through                        |
| 2022 | Premios AVN  | Ganadora  | Mejor escena de sexo lésbico en grupo                | We Live Together                        |
| 2022 | Premios AVN  | Ganadora  | Mejor escena de sexo internacional                   | Vibes 4                                 |
| 2022 | Premios AVN  | Nominada  | Mejor escena de sexo transexual en grupo             | Fairest of Them All                     |
| 2022 | Premios XBIZ | Ganadora  | Artista femenina del año                             | —                                       |
| 2022 | Premios XBIZ | Nominada  | Mejor escena de sexo en película gonzo               | Manhandled 14                           |
| 2022 | Premios XBIZ | Nominada  | Mejor escena de sexo en película lésbica             | Influence: Emily Willis                 |
| 2022 | Premios XBIZ | Ganadora  | Mejor escena de sexo en película performance         | Influence: Emily Willis                 |
| 2022 | Premios XBIZ | Ganadora  | Mejor escena de sexo en película de temática erótica | Influence: Emily Willis                 |
| 2023 | Premios AVN  | Nominada  | Aparición mainstream del año                         | —                                       |
| 2023 | Premios AVN  | Nominada  | Mejor actriz                                         | One Night in Los Angeles                |
| 2023 | Premios AVN  | Nominada  | Mejor escena de doble penetración                    | If It Feels Good 3                      |
| 2023 | Premios AVN  | Nominada  | Mejor escena de sexo internacional                   | Revenge                                 |
| 2023 | Premios AVN  | Nominada  | Mejor escena de trío M-H-M                           | One Night in Los Angeles                |
| 2023 | Premios XBIZ | Nominada  | Artista femenina del año                             | —                                       |
| 2023 | Premios XBIZ | Nominada  | Mejor escena de sexo en película protagonista        | One Night in Los Angeles                |